# Veitchia arecina
Veitchia arecina là loài thực vật có hoa thuộc họ Arecaceae. Loài này được Becc. miêu tả khoa học đầu tiên năm 1921. Loài này chỉ có ở Vanuatu. Chúng hiện đang bị đe dọa vì mất môi trường sống.

## Hình ảnh

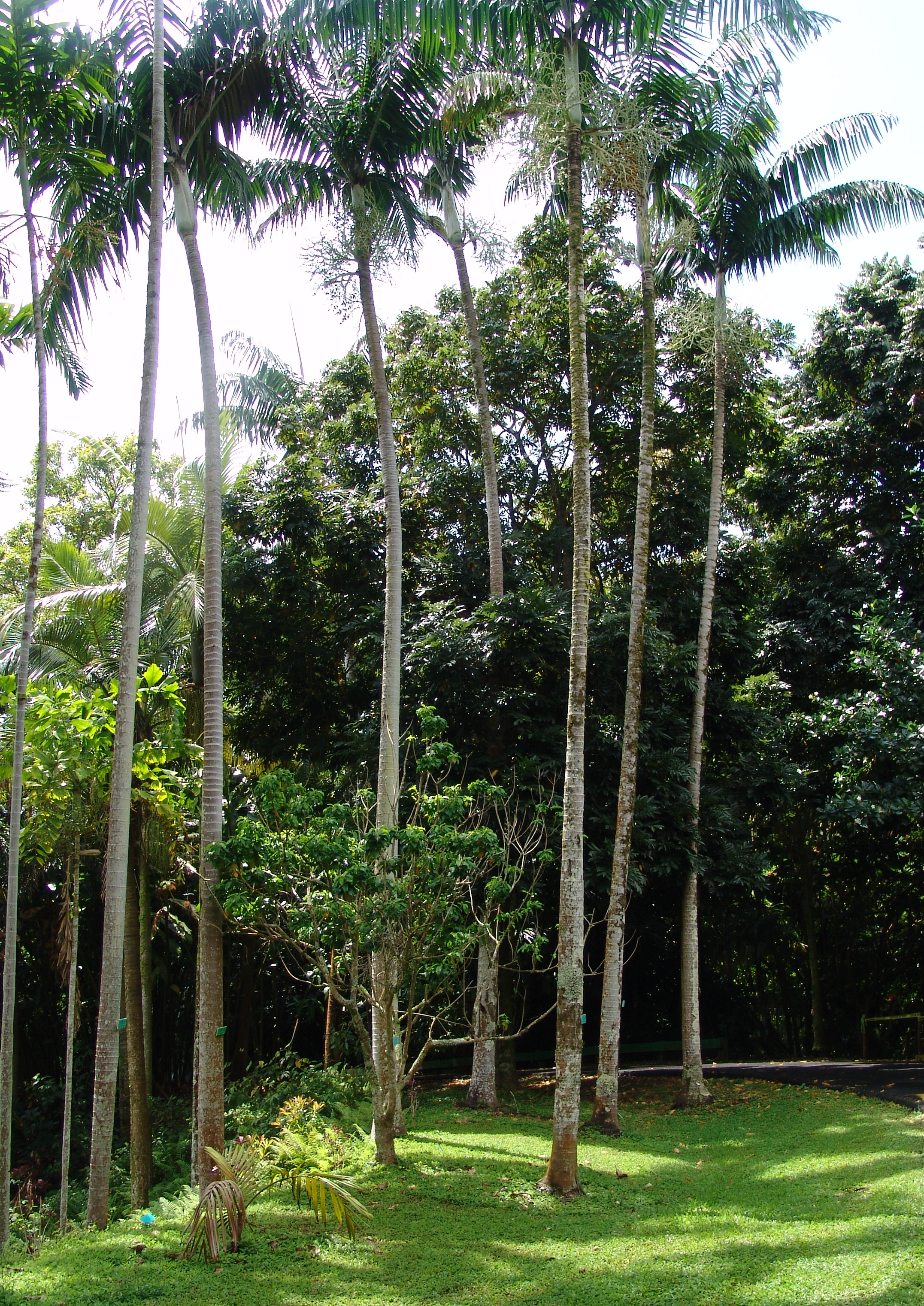